# کیلوسال
کیلوسال با علامت اختصاری kyr به معنای «هزار سال» است.
Kyr قبلاً در برخی از آثار انگلیسی زبان، به ویژه در زمین‌شناسی و نجوم، برای واحد ۱۰۰۰ سال یا هزاره رایج بود. "k" پیشوند واحد برای کیلو یا هزار با پسوند "yr" به سادگی مخفف "year" (سال) است.
گاهی، "k" با حروف بزرگ نشان داده می‌شود، مانند "Kyr 100". این یک استفاده نادرست است. خود "kyr" اغلب نادرست در نظر گرفته می‌شود و برخی ترجیح می‌دهند از "ky" استفاده کنند.
ISO ۸۰۰۰۰–۳ استفاده از ka (برای کیلوآنوم) را توصیه می‌کند، که با استفاده از ریشه لاتین از سوگیری ناواضح انگلیسی «سال» جلوگیری می‌کند.